# Pietro Farina
Pour les articles homonymes, voir Farina.
Pietro Farina, né le 7 mai 1942 à Maddaloni et mort le 24 septembre 2013 à Pozzilli, est un prélat catholique italien, évêque de Caserte de 2009 à 2013.

## Biographie
Pietro Farina est ordonné prêtre en 1966. En 1999, il est nommé évêque d'Alife-Caiazzo et en 2009, il est transféré à Caserte.

## Sources
- (en) Profil sur Catholic hierarchy